# My Life (album)
Pour les articles homonymes, voir My Life.
Albums de Marwa Loud
Loud
(2018) Again
(2021)
My Life est le deuxième album studio de la rappeuse française Marwa Loud sorti le 14 juin 2019.

## Genèse
Un an et deux mois après son premier album Loud, la rappeuse originaire de Strasbourg revient avec ce second album. Le 15 février 2019, elle sort le single T'es où ?, premier extrait de son second album. Le 15 mars 2019, elle sort le clip Oh la folle, deuxième extrait de l'album. Le 14 juin 2019, elle sort son album My Life. Le lendemain, elle sort le clip Tell me. Une semaine après sa sortie, l'album s'écoule à 5 388 exemplaires.
L'album est certifié disque d'or en septembre 2020, soit un an et trois mois après sa sortie.

## Liste des titres
Toute la musique est composée par HoloMobb & Boumidjal sauf mention contraire.
| No  | Titre                                          | Compositeur(s) | Durée |
| --- | ---------------------------------------------- | -------------- | ----- |
| 1.  | T'es où ?                                      |                | 3:04  |
| 2.  | Bandido                                        |                | 3:10  |
| 3.  | Bah ouais                                      |                | 3:02  |
| 4.  | Amis & billets (feat. Alonzo)                  |                | 3:09  |
| 5.  | Tell Me                                        |                | 3:33  |
| 6.  | Tu me connais                                  |                | 2:49  |
| 7.  | Pas là                                         |                | 2:59  |
| 8.  | Ils parlent de moi                             |                | 3:24  |
| 9.  | Premier pas                                    |                | 3:45  |
| 10. | Oh la folle                                    |                | 2:53  |
| 11. | My Life                                        |                | 4:10  |
| 12. | Saturday Night                                 | Bersa          | 2:40  |
| 13. | Heures de colle                                |                | 3:14  |
| 14. | Purple Money (feat. Doré S, Silex & Laguardia) |                | 3:52  |
| 15. | Un mytho dans la ville                         |                | 2:48  |
| 16. | One Week                                       |                | 3:35  |
| 17. | Guelik                                         |                | 2:25  |

## Clips vidéos
- T'es où ? : 15 février 2019[2]
- Oh la folle : 15 mars 2019[3]
- Tell Me : 15 juin 2019[4]
- My Life : 29 octobre 2019

## Titres certifiés en France
- Oh la folle  Diamant[5]
- My Life  Or[6]

## Certifications et classements

### Classements
| Classement (2019)            | Meilleure position |
| ---------------------------- | ------------------ |
| Belgique (Wallonie Ultratop) | 23                 |
| France (SNEP)                | 11                 |

### Certifications et ventes
| Région | Certification | Ventes/Streams |
| ------ | ------------- | -------------- |
| France | Or            | 50 000         |